# Relations entre le Bangladesh et le Malawi
Les relations entre le Bangladesh et le Malawi désignent les relations bilatérales de la république populaire du Bangladesh et de la république du Malawi.

## Histoire
Aucun des deux pays n'a d'ambassadeur résident. Les relations diplomatiques entre les deux pays ont été officiellement établies en 2012, principalement en raison de la volonté de l'ancien président du Malawi, Bingu wa Mutharika, d'établir des relations solides avec le Bangladesh. Les deux pays sont membres du Groupe des 77 et du Commonwealth des Nations.

## Aires de coopération
Selon une déclaration du haut commissaire, Chrissie Chiwanje Nughogho, qui est basé à New Delhi, en Inde, Bingu wa Mutharika souhaite établir un partenariat avec le Bangladesh dans différents secteurs de développement, notamment dans le secteur agricole.
Des domaines de coopération ont été identifiés dans le domaine du commerce et du développement social. Le Malawi étant un important producteur de coton, matière première essentielle pour l'industrie textile du pays, le Bangladesh est désireux d'investir au Malawi dans ce secteur. Les progrès réalisés par le Bangladesh dans les secteurs du développement social, tels que l'autonomisation des femmes et la réduction de la pauvreté, ont été identifiés comme un modèle à reproduire pour le Malawi
Le président du Bangladesh, Zillur Rahman, a exprimé sa satisfaction concernant les relations bilatérales existantes entre le Bangladesh et le Malawi et a souhaité qu'ils s'approfondissent encore dans les jours à venir. Le président Rahman a déclaré que le Bangladesh est également désireux d'élargir les relations commerciales avec le Malawi,.
Les exportations de coton du Malawi vers le Bangladesh s'élevaient à 315,16 millions de dollars en 2019, selon la base de données COMTRADE des Nations unies sur le commerce international. Pour l'année 2015, le Bangladesh a exporté vers le Malawi de la machinerie et des produits électriques pour une valeur d'un peu plus de 67 millions de dollars.